# Исмурзин, Максот Бахитжанович
Максот Бахитжанович Исмурзин (15 февраля 1987, Крючковка, Оренбургская область, РСФСР, СССР — 18 марта 2023) — российский военнослужащий, сержант. Герой Российской Федерации (2025, посмертно).

## Биография
Родился 15 февраля 1987 года в селе Крючковка Оренбургской области, где прошло его детство и юность.
В 2005 году Исмурзин был призван в ряды Вооружённых сил Российской Федерации, а после срочной службы, подписал с ВС РФ контракт. Четырежды принимал участие в составе отряда специального назначения в военной операции России в Сирии, с 2022 года являлся участником вторжения России на Украину. Служил в рядах Северного флота.
По утверждению российских властей, погиб 18 марта 2023 года, обеспечивая отход сослуживцев.

## Звания и награды
- Герой Российской Федерации (2025)[3][4][5][6].
- Орден Мужества (2025)[3].
- Медаль Жукова[3].
- Георгиевский крест IV степени[3].
- Медаль «За боевые отличия»[3].
- Медаль «Участнику специальной военной операции»[3].
- Медаль «Участнику военной операции в Сирии»[3].
- Медаль «За отличие в военной службе» III степени[3].
- Медаль «За отличие в военной службе» II степени[3].
- Медаль «Адмирал Флота Советского Союза С. Г. Горшков»[3].
- Значок «Парашютист — отличник»[3].